# КК Дубрава
КК Дубрава је хрватски кошаркашки клуб из загребачког кварта Дубраве.

## Историја
Клуб је основан 22. априла 1976. године. У сезони 1988/89. клуб је изборио улазак у јединствену Хрватску лигу у којој је играо две сезоне. Године 1993. су заиграли у А-1 лиги, првом рангу у Хрватској, под називом Бенстон, када је њихов примарни спонзор био фабрика дувана Творница духана Загреб. Године 1996. први пут су заиграли у европским такмичењима.
На почетку сезоне 2000/01, променили су име у КК Дона, опет из спонзорских разлога.
У сезони 2005/06. су испали из А-1 у А-2 лигу, али су се вратили у највиши ранг већ следеће сезоне.

## Познати играчи
- Дарио Шарић
- Зоран Планинић
- Лука Жорић
- Лукша Андрић
- Филип Крушлин
- Жељко Шакић